# Scutovertex pictus
Scutovertex pictus är en kvalsterart som beskrevs av Kunst 1959. Scutovertex pictus ingår i släktet Scutovertex och familjen Scutoverticidae. Inga underarter finns listade i Catalogue of Life.